# Locha dissimulans
Locha dissimulans là một loài bướm đêm trong họ Geometridae.